# Open Folk
Open Folk – założony w 1987 roku polski zespół grający muzykę celtycką.

## Skład zespołu
- Wanda Laddy – śpiew, instrumenty perkusyjne
- Paweł Iwaszkiewicz – flety proste i poprzeczne, bombardy, dudy
- Mirek Kozak – gitara, akordeon
- Mirosław Feldgebel – harfa celtycka
- Paweł Muzyka – viola da gamba
- Maciej Kaziński – basy kaliskie, dudy

Grali z zespołem:
- Robert Wasilewski – gitara akustyczna, gitara elektryczna, mandolina
- Joanna Lasoń – skrzypce
- Luiza Harasim – harfa celtycka
- Bert Veenkamp – harfa, dudy
- Paweł Kobus – dudy, obój, bombarda
- Radek Laddy – gitara basowa
- Robert Siwak – instrumenty perkusyjne

## Dyskografia
- Tańce szkockie
- Give Me Your Hand
- Ballady i tańce irlandzkie
- Bretonstone (1993)
- Branle (1994)
- In My Ain Country
- The Irish and the Scotch